# Brevet de technicien supérieur - Métiers de la mesure
Le Brevet de technicien supérieur - Métiers de la mesure (BTS 2M), anciennement Techniques physiques pour l'industrie et le laboratoire (TPIL), est une filière de brevet de technicien supérieur (BTS) qui a pour vocation de former des techniciens en mesure physique capables d'étudier, de concevoir et de mettre en œuvre diverses chaînes de mesure:
- de pression ;
- de débit ;
- d'électricité et d'électronique ;
- d'optique ;
- de thermodynamique ;
- de chimie.

Il est devenu le BTS Métiers de la Mesure (BTS 2M), pour la rentrée scolaire de l'année 2021-2022 et une première session de délivrance de ce nouveau BTS en 2023.

## Le BTS

### Profil des étudiants
Le BTS est ouvert à tous types de bacheliers, cependant le bac STL est le plus représenté car la formation est la suite logique de la terminale STL PLPI (physique de laboratoire et de procédés industriels). 
Malgré tout, les autres formations n'en sont pas exclues, bien au contraire.
Selon une étude statistique de l'ONISEP, en 2004, les classes de TPIL comportaient :
- 43,4 % de bac STL ;
- 22,3 % de bac S ;
- 13 % de bac STI ;
- 14,9 % d'étudiants en réorientation, issus d'une université ou d'un IUT.

### L'enseignement
Enseignement général
- Culture générale : 2 h
- Anglais : 2 h
- Mathématiques : 3 h 30
- Gestion d'entreprise : 1 h

Enseignement scientifique et technique
- Électricité : 6 h
- Optique : 5 h
- Mécanique : 5 h 30
- Chimie : 1 h 30
- Informatique appliquée - Électronique : 5 h

Les horaires et intitulés des matières peuvent varier légèrement suivant les centres.

## Les débouchés
Le technicien supérieur de cette filière est le collaborateur direct de l’ingénieur. Il exerce dans des laboratoires de contrôle, des bureaux d’études, des services qualité, maintenance ou assistance à la clientèle. L’industrie automobile, aéronautique, la chimie, la production d’énergie sont des employeurs potentiels. Certains élèves poursuivent leurs études par une année supplémentaire de spécialisation en physique, chimie, électronique ou sciences des matériaux. Pour les meilleurs, possibilité de prendre en cours un cycle d’ingénieur.

## Liste des établissements
Les lycées et école proposant cette formation sont au nombre total de 15 en 2021:
- École nationale de chimie physique biologie - 75013 - Paris
- Lycée Alfred-Kastler - 33402 - Talence
- Lycée Arthur-Varoquaux - 54510 - Tomblaine
- Lycée Grandmont - 37204 - Tours
- Lycée Gustave-Eiffel - 59427 - Armentières
- Lycée Gérard-Philipe - 30200 - Bagnols-sur-Cèze
- Lycée Saint-François d'Assise - 85000 - La Roche-sur-Yon
- Lycée Saint-Vincent de Paul - 13006 - Marseille
- Lycée polyvalent Jean-Rostand - 67084 - Strasbourg
- Lycée privé Sainte-Croix Saint-Euverte - 45043 - Orléans
- Lycée privé Sainte-Marie - 90006 - Belfort
- Lycée Maurice-Janetti - 83470 - Saint-Maximin-la-Sainte-Baume (à partir de septembre 2009)
- Lycée de Villaroy - 78280 - Guyancourt
- Lycée Jean-Perrin - 95310 - Saint-Ouen-l'Aumône[7] (à partir de septembre 2015)